# Endrunde der Deutschen Mannschaftsmeisterschaft im Schach 1951
Die Endrunde der Deutschen Mannschaftsmeisterschaft im Schach 1951 fand Herbst 1951 in Hamburg statt.
Es traten der Münchener Schachclub, die Hamburger Schachgesellschaft (Titelverteidiger) und Leipzig Ost im Finale der Gesamtdeutschen Mannschaftsmeisterschaft an.
Begrüßungsansprachen (am Samstag) hielten Willi Fohl (Hamburger Schachverband) und Friedrich A. Stock (Vizepräsident des Deutschen Schachbundes) in den Räumen des Hamburger Schachklubs. Gustav Müller (Leiter der Sektion Schach im deutschen Sportausschuss) erwiderte mit herzlichen Worten.
Anschließend spielten an acht Brettern der Münchener Schachklub gegen die Hamburger Schachgesellschaft um den Sieger des Deutschen Schachbundes. München gewann mit 5:3 gegen den Titelverteidiger. 
Am Sonntag trat dann München an zehn Brettern gegen Leipzig an. Mit einem knappen Sieg wurde München Gesamtdeutscher Meister.

## 1. Mannschaftskampf (Westdeutscher Meister)
| Brett | Münchener SC       | Hamburger SG      | 5,0:3,0 |
| ----- | ------------------ | ----------------- | ------- |
| 1     | Wolfgang Unzicker  | Ludwig Rellstab   | 0,5:0,5 |
| 2     | Josef Steger       | Walter Sahlmann   | 1:0     |
| 3     | Otto Thiermann     | Georg Maicherczyk | 1:0     |
| 4     | Ludwig Steinkohl   | Lutz Klaeger      | 0,5:0,5 |
| 5     | Heinz de Carbonnel | Paul Siegel       | 0,5:0,5 |
| 6     | Karlheinz Höcht    | Schumann          | 1:0     |
| 7     | Jagielski          | Georg Hodakowsky  | 0:1     |
| 8     | Werner Kunerth     | Lehmann           | 0,5:0,5 |

## 2. Mannschaftskampf (Gesamtdeutscher Meister)
| Brett | Münchener SC       | Leipzig Ost       | 5,5:4,5 |
| ----- | ------------------ | ----------------- | ------- |
| 1     | Wolfgang Unzicker  | Wolfgang Pietzsch | 0:1     |
| 2     | Josef Steger       | Dettlof           | 0,5:0,5 |
| 3     | Otto Thiermann     | Erich Kübart      | 0,5:0,5 |
| 4     | Heinz de Carbonnel | Kurt Grossner     | 0:1     |
| 5     | Ludwig Steinkohl   | Hans Engel        | 1:0     |
| 6     | Jagielski          | Schiffer          | 1:0     |
| 7     | Karlheinz Höcht    | Erich Burkhardt   | 0,5:0,5 |
| 8     | Werner Kunerth     | Starke            | 0:1     |
| 9     | Gerner             | Pohle             | 1:0     |
| 10    | Merkle             | Rolf Pötzschmann  | 1:0     |

## Die Meistermannschaft
| 1.            | Münchener SC 1836 |
| Schachfiguren | Wolfgang Unzicker, Josef Steger, Otto Thiermann, Heinz de Carbonnel, Ludwig Steinkohl, Jagielski, Karlheinz Höcht, Werner Kunerth, Gerner, Merkle. |